# SN 441011

La spina T12 e le spine da essa derivate si basano su un quadrato di lunghezza laterale di almeno 25 e non superiore a 26 mm. Dettagli, come le tolleranze e la configurazione dei pin, possono essere trovati nei rispettivi fogli standard.

SN 441011, fino al 2019 SEV 1011, è uno standard svizzero per spine e prese per uso domestico e scopi simili. La spina SN 441011 tipo 12 e la presa SN 441011 tipo 13 sono anche conosciute a livello internazionale come tipo J. Oltre che in Svizzera, questo standard di connettore viene utilizzato anche in Liechtenstein. Un connettore a due pin per 10 A identico al connettore SN 441011 tipo 11 si trova anche in Italia o su dispositivi di produttori italiani.

## Descrizione
Il sistema di connettori definito nella norma per una tensione alternata di 250 V o 440 V a 50 Hz è strutturato in modo "gerarchicamente compatibile verso il basso". Ciò significa che le prese progettate per 16 ampere accettano anche spine per 10 ampere, ma non il contrario, e che le spine a 2 o 3 poli (monofase) possono essere utilizzate anche con prese a 5 poli (trifase). La spina Euro (2,5 A) si adatta anche a tutti e 4 i tipi di presa.
In tutte le versioni con tre o cinque pin di contatto (tipo 12/13, 15, 23 e 25) il polo centrale è il contatto di protezione. Sebbene i pin di contatto siano della stessa lunghezza, il contatto protettivo è anticipato perché le prese per il conduttore neutro e il conduttore esterno sono affondate più in profondità nella presa. La disposizione sfalsata dei contatti garantisce la protezione contro l'inversione di polarità: se il contatto di protezione è rivolto verso il basso nelle prese monofase, il conduttore esterno è a destra.
Tutti e quattro i tipi di prese di corrente sono dotati di collari di protezione. Le prese senza collare di protezione (T12) non possono essere immesse sul mercato dal 2017 e in precedenza erano consentite solo al di fuori delle stanze umide, ma le prese esistenti di questo tipo possono continuare a essere utilizzate.

## Panoramica gerarchica dei tipi di connettore
|      | Monofase | Trifase |
| ---- | -------- | ------- |
| 10 A | tipo 13  | tipo 15 |
| 16 A | tipo 23  | tipo 25 |

|       | Monofase L+N     | Monofase L+N+PE | Trifase 3L+N+PE | Sezione trasversale di contatti |
| ----- | ---------------- | --------------- | --------------- | ------------------------------- |
| 2,5 A | tipo C, CEE 7/16 |                 |                 | 4 × π ≈ 12,57 mm²               |
| 10 A  | tipo 11          | tipo 12         | tipo 15         | 4 × π ≈ 12,57 mm²               |
| 16 A  | tipo 21          | tipo 23         | tipo 25         | 4 × 5 = 20 mm²                  |